# Xylopsocus sellatus
Xylopsocus sellatus är en skalbaggsart som först beskrevs av Olof Immanuel von Fåhraeus 1871.  Xylopsocus sellatus ingår i släktet Xylopsocus och familjen kapuschongbaggar. Inga underarter finns listade i Catalogue of Life.

## Bildgalleri

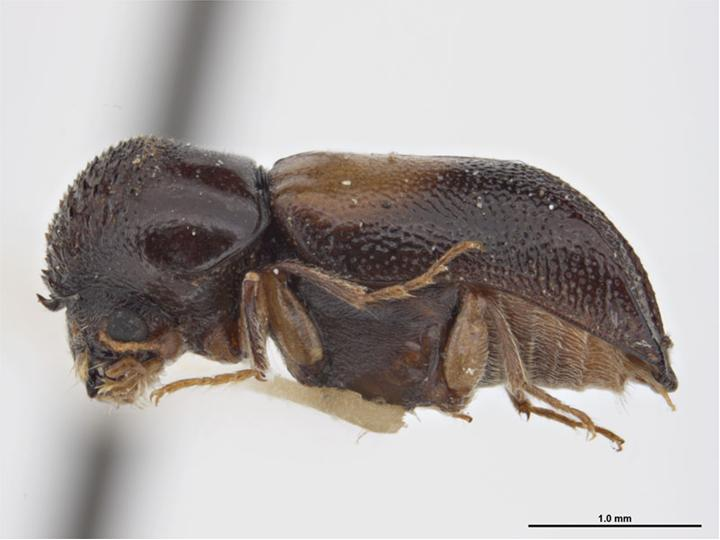